# 沢田ひさ
沢田 ひさ（さわだ ひさ、1897年（明治30年）11月25日 - 1979年（昭和54年）11月9日）は、大正時代から昭和時代の女性政治家、女性解放運動家。日本社会党所属の衆議院議員（1期）。

## 経歴
1897年（明治30年）生まれ。滋賀県甲賀郡土山村（現甲賀市）出身で、結婚して三重県桑名市に移り、戦前から婦人参政権獲得運動に挺身して、中部地区婦人選挙権獲得同盟会員となる。
1946年（昭和21年）、第22回衆議院議員総選挙で当選し、49歳で日本社会党の新人議員として日本最初の女性代議士（三重県の婦人代議士第1号）となり、衆議院議員1期を務めた。1953年（昭和28年）4月24日の第3回参議院議員通常選挙で三重県選挙区から55歳で右派社会党の新人として立候補して 150501票 （得票率28.4%）で落選した。1979年（昭和54年）に82歳で逝去した。